# Idiocera magra
Idiocera magra är en tvåvingeart som först beskrevs av Alexander 1962.  Idiocera magra ingår i släktet Idiocera och familjen småharkrankar. Inga underarter finns listade i Catalogue of Life.